# Kuřimská Nová Ves
Kuřimská Nová Ves (německy Neudorf bei Gurein) je obec v okrese Brno-venkov v Jihomoravském kraji. Rozkládá se v Křižanovské vrchovině, přibližně 9 kilometrů západně od Tišnova. Žije zde 145 obyvatel. Součástí obce je také vesnice Prosatín.
Severně od obce se nachází přírodní památka Pláně.

## Historie
První písemná zmínka o obci pochází z roku 1364. K 1. lednu 2002 byla ke Kuřimské Nové Vsi připojena do té doby samostatná obec Prosatín.
K 1. lednu 2005 byla obec Kuřimská Nová Ves společně s dalšími 23 obcemi převedena z okresu Žďár nad Sázavou (Kraj Vysočina) do okresu Brno-venkov (Jihomoravský kraj).

## Obyvatelstvo
| Rok            | 1869 | 1880 | 1890 | 1900 | 1910 | 1921 | 1930 | 1950 | 1961 | 1970 | 1980 | 1991 | 2001 | 2011 | 2021 |
| -------------- | ---- | ---- | ---- | ---- | ---- | ---- | ---- | ---- | ---- | ---- | ---- | ---- | ---- | ---- | ---- |
| Počet obyvatel | 233  | 289  | 295  | 289  | 259  | 242  | 240  | 270  | 244  | 204  | 156  | 145  | 127  | 132  | 138  |
| Počet domů     | 35   | 37   | 37   | 42   | 43   | 45   | 44   | 62   | 59   | 61   | 55   | 66   | 68   | 70   | 66   |

Vývoj počtu obyvatel obce Kuřimská Nová Ves
| Rok            | 1869 | 1880 | 1890 | 1900 | 1910 | 1921 | 1930 | 1950 | 1961 | 1970 | 1980 | 1991 | 2001 | 2011 | 2021 |
| -------------- | ---- | ---- | ---- | ---- | ---- | ---- | ---- | ---- | ---- | ---- | ---- | ---- | ---- | ---- | ---- |
| Počet obyvatel | 181  | 230  | 244  | 237  | 206  | 196  | 193  | 223  | 206  | 170  | 125  | 121  | 113  | 112  | 126  |
| Počet domů     | 28   | 29   | 30   | 33   | 34   | 35   | 34   | 50   | 50   | 50   | 45   | 54   | 56   | 58   | 58   |

Vývoj počtu obyvatel části obce Kuřimská Nová Ves

## Pamětihodnosti
- Rektorátní kostel sv. Antonína Paduánského – z roku 1937